# Свобода и законность
Свобода и законность (пол. Wolność i Praworządność, WiP) — недолговечная политическая партия в Польше, официально образованная 30 декабря 2009 года и распущенная Государственной избирательной комиссией 6 октября 2010 года. В её состав входили консерваторы, либертарианцы и монархисты. Партию возглавил Януш Корвин-Микке, «электоральный провал 20-летней давности», — пишет журнал «Дзенник газета права».

## Происхождение

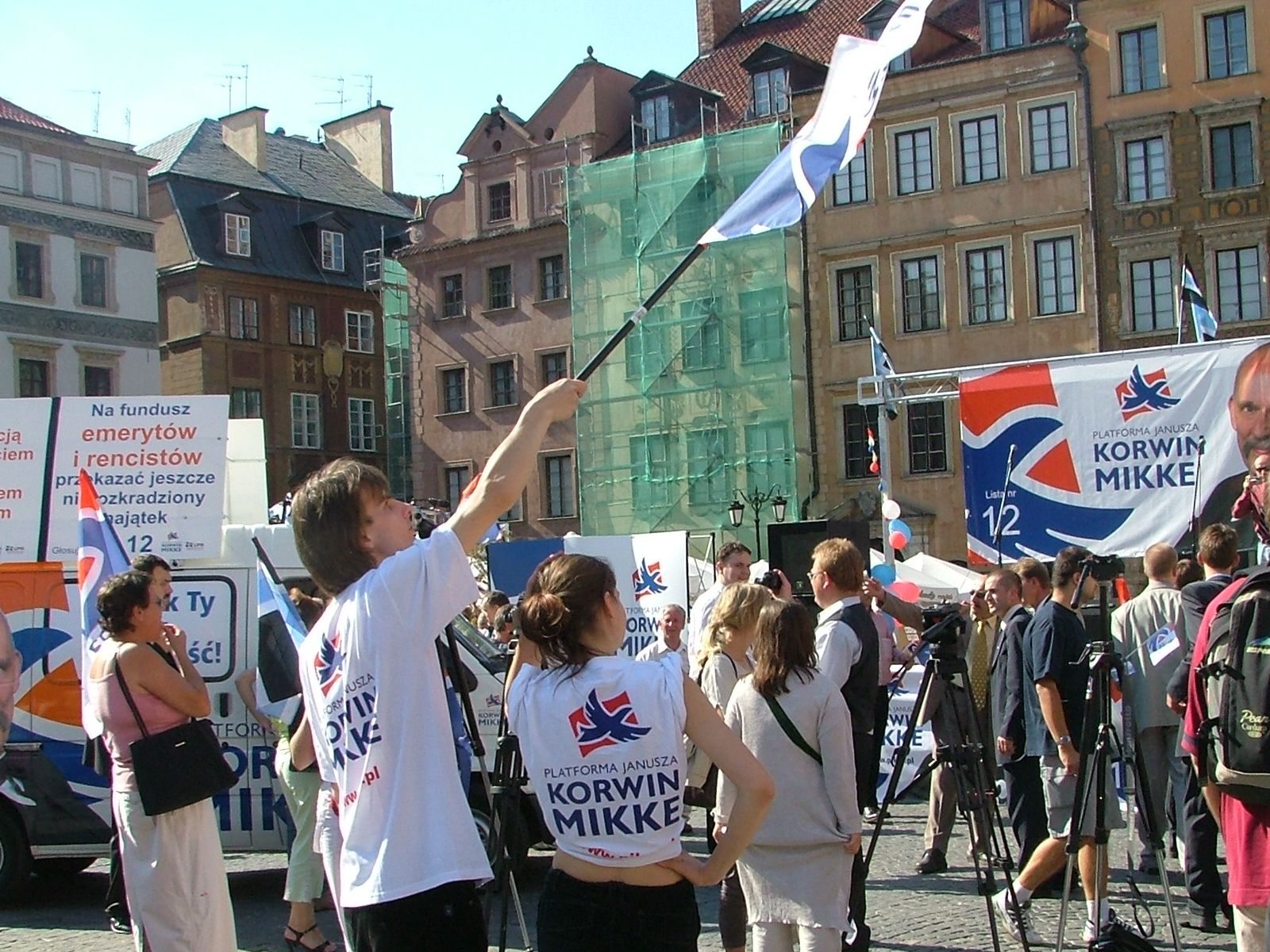
Сторонники WiP на выборах 2005 года

После расчленения Свободы и законности его бывшие члены присоединились к избирательному альянсу с бывшей партией Корвина-Микке, Союзом реальной политики (UPR). 25 марта 2011 года партия была официально зарегистрирована в Союзе реальной политики с изменением названия. Новая партия, первоначально называвшаяся «Союз реальной политики — свобода и законность», была переименована в Конгресс новых правых 12 мая 2011 года. Её лидер Корвин-Микке заявил, что «инвалиды похожи на женщин с прыщами, которые стараются не выходить из дома», — сообщил Nowy Ekran SA.